# Combretum yuankiangense
Combretum yuankiangense är en tvåhjärtbladig växtart som beskrevs av Cheng Chiu Huang och S.C. Huang. Combretum yuankiangense ingår i släktet Combretum och familjen Combretaceae. Inga underarter finns listade i Catalogue of Life.